# Entodon chloroticus
Entodon chloroticus är en bladmossart som beskrevs av Bescherelle 1899. Entodon chloroticus ingår i släktet Entodon och familjen Entodontaceae. Inga underarter finns listade i Catalogue of Life.